# 小提琴协奏曲
小提琴协奏曲，是指以小提琴獨奏、管弦樂團伴奏的古典音乐作品。通常有三個樂章，但是也有例外，如拉羅的西班牙交响曲（小提琴獨奏但有五個樂章）。

## 歷史
以喬瓦尼·巴蒂斯塔·維奧蒂為首的法國小提琴學派，可說奠定了19世紀小提琴協奏曲的樣態。他與學生鲁道夫·克鲁采、皮埃爾·巴約、彼得·羅德等所創作的小提琴協奏曲，足以說明其派別的興盛程度。在前述基礎上，帕格尼尼發展出將炫技推至極致的六首小提琴協奏曲，可視為19世紀小提琴協奏曲的高峰。
與帕格尼尼不同，路易斯·施波尔的十八首小提琴協奏曲更為重視獨奏與樂團的整合，這一著重整體性的路線後由費迪南德·大衛以及约瑟夫·约阿希姆所繼承。1878年，布拉姆斯和柴可夫斯基的小提琴協奏曲問世，二部作品重新省思樂團的份量與重要性，使此曲類的音樂內容更加豐盛繁複，進而重回大眾視野當中。

## 著名作品
在日本，贝多芬的D大调小提琴协奏曲，孟德爾頌的E小调小提琴协奏曲，以及布拉姆斯的D大调小提琴协奏曲，因特别出名且经常被演奏而被统称为“三大小提琴协奏曲”。有时，上述的三首再加上柴可夫斯基的D大调小提琴协奏曲又被称作“四大小提琴协奏曲”。“四大”之说在中国也流传甚广。著名小提琴家伊扎克·帕尔曼也提过这四部小提琴协奏曲是“最常被演奏的”、“主要的四部”小提琴协奏曲。
上述四首小提琴协奏曲，是著名小提琴演奏家必演的曲目。
德国的小提琴家约瑟夫·姚阿幸則將以下四首德國人作曲的小提琴協奏曲並列：
- 贝多芬：D大调小提琴协奏曲
- 布拉姆斯：D大调小提琴协奏曲
- 布魯赫：第1小提琴協奏曲
- 孟德爾頌：e小调小提琴协奏曲

### 其他著名小提琴協奏曲
- 柴可夫斯基：D大调小提琴协奏曲
- 西贝柳斯：d小调小提琴协奏曲
- 帕格尼尼：第一小提琴协奏曲
- 維尼亞夫斯基：第一和第二小提琴协奏曲
- 莫札特：第三、第四和第五小提琴协奏曲
- 韋瓦第：四季小提琴协奏曲
- 圣桑：b小调第三小提琴协奏曲
- 拉罗：西班牙小提琴与乐队交响曲
- 肖斯塔科维奇：a小调第1号小提琴协奏曲
- 德沃夏克：a小调小提琴协奏曲
- 普罗科菲耶夫：g小调第2小提琴协奏曲
- 阿尔班·贝尔格：小提琴协奏曲
- 塞缪尔·巴伯：小提琴协奏曲

## 扩展阅读
- 有关20世纪的小提琴协奏曲的组成的电子书（ISBN 978-3-00-047105-6） （页面存档备份，存于）